# Something Wicked This Way Comes (filme)
Something Wicked This Way Comes (Brasil: No Templo das Tentações ) é um filme de 1983 baseado no romance homônimo de Ray Bradbury, estrelando Jason Robards e Jonathan Pryce. Foi dirigido por Jack Clayton e com um roteiro escrito pelo próprio Bradbury.

## Elenco
- Jason Robards ... Charles Halloway
- Jonathan Pryce ... Mr. Dark
- Vidal Peterson ... Will Halloway
- Shawn Carson ... Jim Nightshade
- Diane Ladd ... Mrs. Nightshade
- Royal Dano ... Tom Fury
- Pam Grier ... Dust Witch
- Mary Grace Canfield ... Miss Foley
- Bruce Fischer ... Mr. Cooger
- Arthur Hill ... narrador